# Organdosis

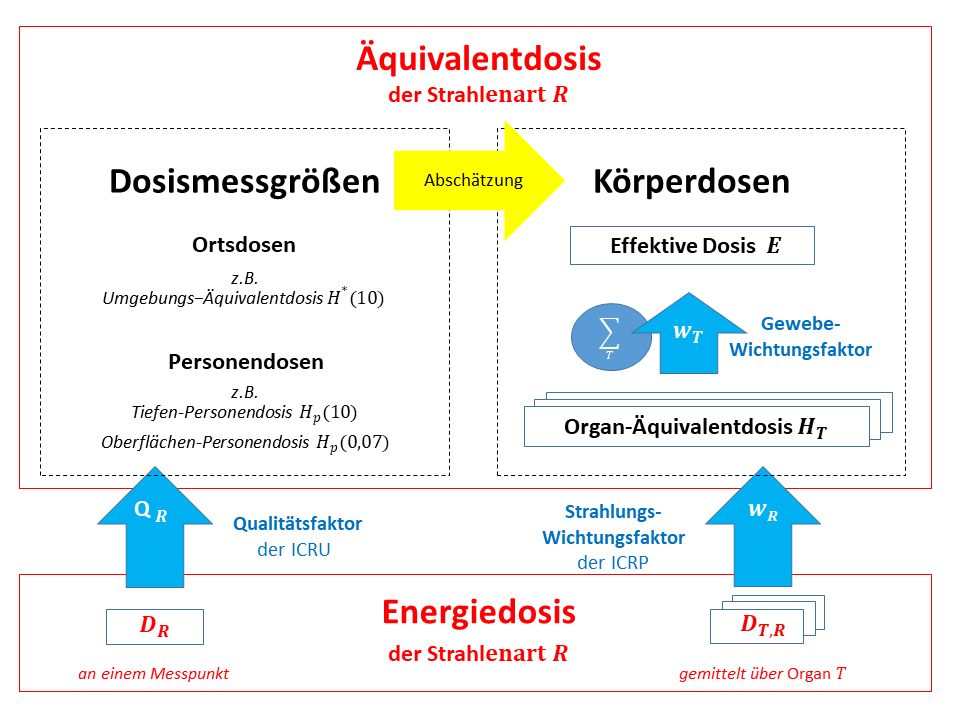
Organ-(Äquivalent-)dosis im Zusammenhang mit anderen „Dosis“-Begriffen. Für Details siehe Äquivalentdosis.

Die Organdosis oder Organ-Äquivalentdosis (englisch: organ dose oder organ equivalent dose) ist ein Begriff aus dem Strahlenschutz und der Dosimetrie. Sie ist definiert als die in einem bestimmten Organ, Gewebe oder Körperteil durch ionisierende Strahlung aufgenommene Energiedosis, gemessen in Gray (Gy), multipliziert mit dem Strahlungswichtungsfaktor der betreffenden Strahlenart. Ihre Einheit ist das Sievert (Sv).
Die Organdosisleistung ist die pro Zeit aufgenommene Organdosis.
Die Bestimmung der Organdosis dient der Ermittlung der Strahlenbelastung des Menschen durch Strahlenunfälle und durch medizinische Untersuchungen, außerdem wird sie in der Planung von nuklearmedizinischer Therapie und Strahlentherapie benötigt (Herddosis).
Die Organdosis ist eine Äquivalentdosis, d. h., sie berücksichtigt durch die Strahlungswichtungsfaktoren die unterschiedliche Wirkung der verschiedenen Arten ionisierender Strahlung auf das menschliche Gewebe.
Nicht berücksichtigt wird dagegen die Strahlenempfindlichkeit der einzelnen Organe. Dazu muss man die Organdosen jeweils mit Gewebe-Wichtungsfaktoren multiplizieren und aufsummieren und erhält so die effektive Dosis für den gesamten Körper. Die effektive Dosis berücksichtigt dadurch auch die Strahlenempfindlichkeit der einzelnen Organe, die z. B. bei Knochenmark höher liegt als bei Haut.
Werden Radionuklide in den Körper aufgenommen, wird die Energiedosis über den entsprechenden Zeitraum im Organ oder Gewebe akkumuliert. Das wird durch die Organfolgedosis ausgedrückt, die die Organdosisleistung über die Zeit integriert.

## Berechnung
Die Organdosis HT,R ist das Produkt aus der mittleren durch eine Strahlungsart R hervorgerufenen und in einem Organ, Gewebe oder Körperteil T absorbierten Energiedosis DT,R und dem Strahlungswichtungsfaktor wR:
{\displaystyle H_{T,R}=w_{R}\cdot D_{T,R}}
Wenn die Strahlung aus unterschiedlichen Strahlenarten und -energien mit unterschiedlichen Werten für wR besteht, dann werden die einzelnen Beiträge addiert. Für die Organdosis HT gilt dann:
{\displaystyle H_{T}=\sum _{R}w_{R}\cdot D_{T,R}}